# Luka Žinko
Luka Žinko (Lubiana, 23 marzo 1983) è un ex calciatore sloveno, di ruolo centrocampista.